# صدف‌های نگارین
صدف‌های نگارین (نام علمی: Trigoniidae) نام یک تیره از راسته نگارین‌واران است.